# Фостер, Билл
Билл Фостер (англ. George William Foster, р.1955) — американский физик и политик. Специалист в области физики элементарных частиц и физики ускорителей, соавтор более 300 научных публикаций. Член палаты Палаты представителей конгресса США в 2008-2011 годах.

## Биография
Родился в 1955 году в Мадисоне, штат Висконсин. Получил степень бакалавра физики, обучаясь в Висконсинском университете в Мадисоне в 1976 году. Защитил диссертацию на тему "Установление экспериментального предела на распад протона: p → e+ + π0.", получив степень PhD в Гарвардском университете.
После защиты в течение 22 лет работал в Национальной лаборатории Фермилаб. Занимался разработкой программного обеспечения в составе коллаборации детектора CDF на коллайдере Тэватрон, открывшего t-кварк. Участвовал в разработке и создании накопителя антипротонов Recycler Ring на постоянных магнитах. Кроме того, участвовал в проекте VLHC (Very Large Hadron Collider).
С 2008 по 2011 был членом Палаты представителей в американском конгрессе от Демократической партии, по 14-му избирательному округу штата Иллинойс.

## Награды
- Премия Бруно Росси (1989) — в составе большой команды детектора IMB[англ.], за обнаружение нейтринной вспышки от сверхновой SN 1987A[3].
- IEEE/NPSS Particle Accelerator Science and Technology Award (1999) — совместно с Г.Джексоном, за первое крупномасштабное использование постоянных магнитов для систем транспортировки пучка[4].
- Премия Уилсона (2022) — совместно со С.Д.Холмс, за успешное выполнение научной программы коллайдера Тэватрон.
- Член Американского физического общества с 1998 года[5]

## Публикации
- G.W. Foster, J. Freeman, R. Hagstrom. Scintillating Tile/Fiber Calorimetry Development at FNAL // Nucl.Phys.B Proc.Suppl. — 1991. — Т. 23. — С. 92-99.
- G. William Foster, Nikolai V. Mokhov. Backgrounds and detector performance at a 2×2 TeV μ+μ− collider // AIP Conf.Proc.. — 1996. — Т. 352. — С. 178-190.
- G.W. Foster. Experience with permanent magnets in the Fermilab 8-GeV Line and Recycler Ring // Proc. EPAC'1998. — 1998. — С. 189-193.
- G.W. Foster, V.S. Kashikhin. Superconducting superferric dipole magnet with cold iron core for the VLHC // IEEE Trans.Appl.Supercond. — 2002. — С. 142-148.